# Chiesa dei Santi Pietro e Paolo (Gambarogno)
La chiesa parrocchiale dei Santi Pietro e Paolo si trova a Vira Gambarogno, frazione di Gambarogno in Canton Ticino. Fondata nel IV secolo o all'inizio del secolo VIII è la chiesa matrice della riviera del Gambarogno.

## Descrizione
L'attuale edificio, che si trova su un terrazzo in parte artificiale in riva al Lago Maggiore, è a navata unica conclusa da un coro quadrato. Risale agli anni 1613-1615 e fu rimaneggiato nel 1804 in stile neoclassico da Giovanni Battista Giacometti detto il Borghese. Sul fianco est c'è un doppio loggiato forse del 1630 mentre ad ovest il campanile tardocinquecentesco, sopraelevato nel 1852.
All'interno la navata è coperta da una volte a crociera interrotte da una volta a vela; il coro è coperto da una volta a botte.  Le cappelle laterali hanno volte decorate con stucchi degli anni 1615-1630 circa. Nella cappella di San Cosimo è presente il corpo del martire romano traslato qui nel 1700 dalle catacombe di Santa Ciriaca.